# Kapelle Unserer Lieben Frau ob der Au

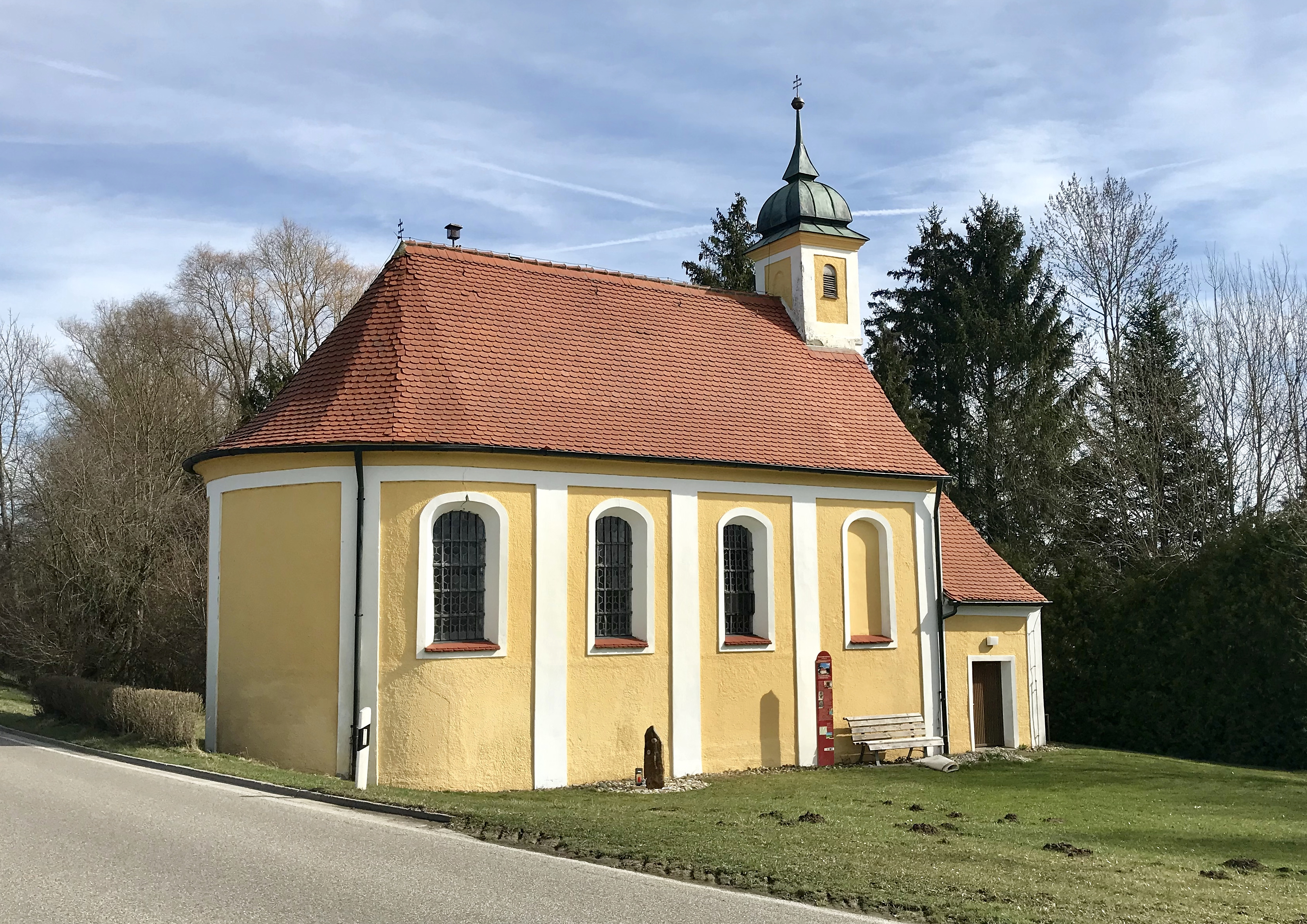
Unserer Lieben Frau ob der Au in Obergriesbach

Die katholische Kapelle Unserer Lieben Frau ob der Au, auch Aukapelle, ist ein Baudenkmal bei Obergriesbach. Sie liegt östlich des Ortes an der Straße von Dasing nach Sulzbach.

## Geschichte

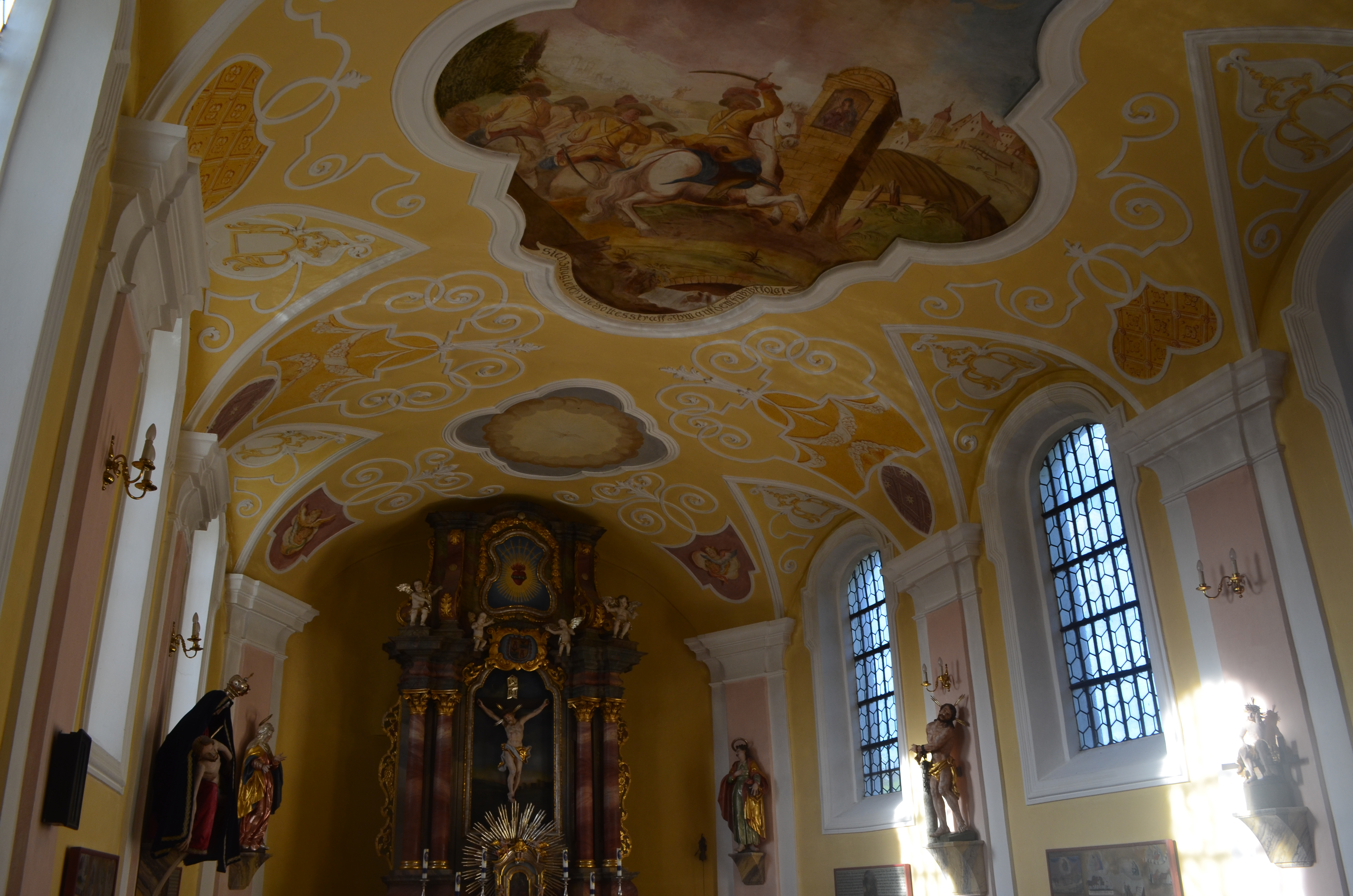
Deckenfresko in der Aukapelle in Obergriesbach

1685 ließ der damalige Besitzer der Hofmark Obergriesbach, Johann Joseph Wiguläus Freiherr von Weichs, an der Straße nach Sulzbach zunächst fünf Blechtafeln mit Bildern der fünf Wunden Christi anbringen. Später wurden noch sieben Tafeln mit den Schmerzen Marias ergänzt. Ein schwedischer Soldat erboste sich wenig später über die Darstellungen und hieb acht Mal auf eines der Marienbilder ein. Er wurde kurz darauf gefangen genommen, nach München gebracht und zum Tode verurteilt. Das Urteil wurde angeblich mit drei Schwerthieben vollstreckt. Das Bild soll geblutet haben und angeblich sind daraufhin mehrere Wunder geschehen. Dies initiierte eine Wallfahrt zu dem Bild. Es wurde kurze Zeit später eine Holzkapelle an Stelle der beschädigten Tafel errichtet, die 1714 durch einen gemauerten Bau ersetzt wurde. 1737 ließ Graf Max Emmanuel von Thurn und Taxis die Kapelle erhöhen und erweitern. Zudem wurde ein neuer Altar beschafft, in den das beschädigte Marienbild integriert wurde. Die Szene der Verunstaltung des Bildes ist im Deckenfresko dargestellt. Die Wallfahrt zu der Kapelle überdauerte die Säkularisation und besteht bis heute fort.

## Baubeschreibung
Die Aukapelle ist ein pilastergegliederter Saalbau mit flacher Stichkappentonne und halbrundem Schluss. Der Außenbau mit Lisenengliederung ist mit einem Dachreiter versehen.